# Palpocrates obscurior
Palpocrates obscurior är en tvåvingeart som beskrevs av Schmitz 1939. Palpocrates obscurior ingår i släktet Palpocrates och familjen puckelflugor. Inga underarter finns listade i Catalogue of Life.